# 日本と赤道ギニアの関係
日本と赤道ギニアの関係（にほんとせきどうギニアのかんけい、スペイン語: Relaciones Guinea Ecuatorial-Japón、フランス語: Relations Guinée Équatoriale–Japonaises、ポルトガル語: Relações entre Japão e Guiné Equatorial、英語: Equatorial Guinea–Japan relations）では、日本と赤道ギニアの関係について概説する。日本と赤道ギニア共和国の関係とも。

## 両国の比較
|                   | 赤道ギニア                         | 日本                            | 両国の差                    |
| ----------------- | ---------------------------------- | ------------------------------- | --------------------------- |
| 人口              | 135万5986人（2019年）              | 1億2626万人（2019年）           | 日本は赤道ギニアの約93.1倍  |
| 国土面積          | 2万8051 km²                        | 37万7972 km²                    | 日本は赤道ギニアの約13.5倍  |
| 人口密度          | 47 人/km²（2018年）                | 347 人/km²（2018年）            | 日本は赤道ギニアの約7.4倍   |
| 首都              | マラボ                             | 東京都                          |                             |
| 最大都市          | バタ                               | 東京都区部                      |                             |
| 政体              | 大統領制 共和制                    | （民主制）議院内閣制            |                             |
| 公用語            | スペイン語 フランス語 ポルトガル語 | 日本語（事実上）                |                             |
| 通貨              | CFAフラン                          | 日本円                          |                             |
| 国教              | なし                               | なし                            |                             |
| 人間開発指数      | 0.591                              | 0.919                           |                             |
| 民主主義指数      | 1.92                               | 7.99                            |                             |
| GDP（名目）       | 110億2677万米ドル（2019年）        | 5兆819億6954万米ドル（2019年）  | 日本は赤道ギニアの約460.9倍 |
| 一人当たり名目GDP | 8131.9米ドル（2019年）             | 40246.9米ドル（2019年）         | 日本は赤道ギニアの約4.9倍   |
| GDP（購買力平価） | 262億7798万米ドル（2019年）        | 5兆5043億3091万米ドル（2019年） | 日本は赤道ギニアの約209.5倍 |
| 一人当たり実質GDP | 19379.2米ドル（2019年）            | 43593.5米ドル（2019年）         | 日本は赤道ギニアの約2.2倍   |
| 経済成長率        | -5.6%（2019年）                    | 0.7%（2019年）                  |                             |
| 軍事費            | 1億4949万8690米ドル（2018年）      | 476億902万米ドル（2019年）      | 日本は赤道ギニアの約318.5倍 |
| 地図              |                                    |                                 |                             |

## 歴史
1968年11月、スペインから独立した赤道ギニアを日本は国家承認した。しかし地理的な遠さ、歴史的な接点の少なさなどがあり、二国間の外交関係が樹立したのは1980年10月に遅れる。1981年4月からはリーブルヴィルの在ガボン日本国大使館が赤道ギニアの兼轄を始め、1982年1月からは北京の在中国赤道ギニア大使館が日本を兼轄しているなど、両国ともに大使館実館を開設していない状態が続いている。

## 外交

### 日本要人の赤道ギニア訪問
赤道ギニアはスペインやフランスを中心に先進諸国との関係を重視しており、日本とも友好的な関係を維持している。しかしながら、赤道ギニアはアフリカで有数の所得を誇りながらも貧富の格差が激しく、民主主義があまり浸透していないなど経済・政治面において不安定である。そのことから、日本要人の赤道ギニア訪問は稀である。
2011年6月には、現職の閣僚として初めて外務副大臣の高橋千秋が第19回AU閣僚執行理事会のため赤道ギニアを訪問。赤道ギニア外相を含むアフリカ各国の要人と会談を実施した。

### 赤道ギニア要人の訪日

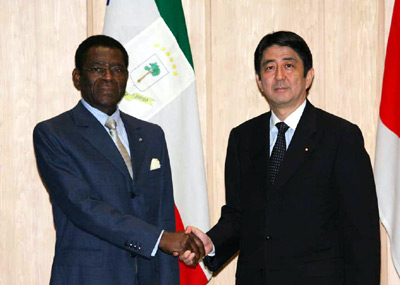
ンゲマ大統領と安倍晋三総理大臣（2006年10月31日）

2006年には赤道ギニア大統領として初めてテオドロ・オビアン・ンゲマが訪日。二国間関係の深化のため、北朝鮮情勢などの国際問題や日本の民間企業が参入する天然ガス開発事業について話し合われた。
2013年には赤道ギニア共和国外務・協力省付領事長官のモカラ・モレイラが訪日し、外務副大臣の松山政司と会談を実施した。

## 経済交流
日本は赤道ギニアに対し、2019年までに累計15億円以上の経済支援を実施。日本はフランス、スペイン、アメリカ合衆国、カナダなどに次ぐ主要援助国となっている。援助内容としては、赤道ギニア国内の制度構築及び貧困削減に資する、ガバナンス、民間セクター開発、水産、農業開発の分野を重視している。
赤道ギニアの2019年対日貿易は、輸出36億4702万円に対し輸入3980万円と、日本に対して大幅な黒字を記録している。その理由としては、日本に天然ガスを供給している事が挙げられ、2008年・2009年・2011年・2012年には日本の液化天然ガス輸入相手国上位10カ国に入るなど、重要な資源供給国となっている。またアルミニウムなどの鉱物資源も輸出している。一方で日本は医薬品や機械類などを赤道ギニアに輸出。
また、アフリカ有数の天然ガス産出国である事から日本企業が複数、ガス田の開発に参入している。丸紅と三井物産は、2005年から天然ガスプロジェクトに参入。2007年からは両企業による液化天然ガスの出荷を開始した。

## 外交使節

### 駐日赤道ギニア大使
1. サルバドル・エラ・ンセング・アベゲ（スペイン語版、英語版）（北京常駐、1982～1989年）
2. エウロヒオ・オヨ・リケサ（スペイン語版、英語版）（北京常駐、1989～1991年、信任状捧呈は10月31日[33]）
3. リノ・シマ・エクア・アボモ（英語版）（北京常駐、1991～1998年、信任状捧呈は1月24日[34]）[35]
4. ブルノ・エソノ・オンド・メンゲ（北京常駐、1998～2001年、信任状捧呈は9月21日[36]）
5. マヌエル・モト・トモ・マンゲ（北京常駐、2001～2012年、信任状捧呈は8月1日[37]）
6. マルコス・ムバ・オンド（北京常駐、2012年～、信任状捧呈は9月12日[38]）